# Фтизис глазного яблока
Это статья о глазном яблоке. Для других видов туберкулёза см. статью Туберкулёз
Фтизис глазного яблока — высохший, не функционирующий глаз. Это может быть результатом тяжелого глазного заболевания, воспаления, травмы, или результатом осложнения после хирургической операции. Лечебные функции могут включать вставку протеза, которая может последовать после энуклеации глаза.